# Haruka Kasai
Pour les articles homonymes, voir Kasai.
Haruka Kasai (葛西 春香, Haruka Kasai), née le 4 février 2004, est une coureuse japonaise du combiné nordique. Elle est la sœur jumelle de Yuna Kasai, elle-même coureuse de combiné nordique.

## Palmarès

### Championnats du monde
| Épreuve / Édition       | Individuel | Individuel | Par équipe mixte |
| Épreuve / Édition       | Gundersen  | Mass start | Par équipe mixte |
| Mondiaux 2023 Planica   | Bronze     | NC         | 5                |
| Mondiaux 2025 Trondheim |            | Bronze     |                  |

### Coupe du monde
- Meilleur classement général : 3e en 2025.
- 1 petit globe de cristal :
  - Vainqueur du classement mass-start en 2025.
- 11 podiums individuels : 6 deuxièmes places et 5 troisièmes places.

#### Différents classements en Coupe du monde
| Année     | Classement général final |
| 2021-2022 | 14e                      |
| 2022-2023 | 7e                       |